# Inishmacowney
Inishmacowney är en ö i republiken Irland.   Den ligger i grevskapet An Clár och provinsen Munster, i den centrala delen av landet, 200 km väster om huvudstaden Dublin. Arean är 1,1 kvadratkilometer.
Terrängen på Inishmacowney är mycket platt. Öns högsta punkt är 22 meter över havet. Den sträcker sig 1,6 kilometer i nord-sydlig riktning, och 1,6 kilometer i öst-västlig riktning.